# Toby Price
Toby Joseph Price (Hillston, 18 agosto 1987) è un pilota motociclistico australiano di rally e motocross, vincitore del Rally Dakar nella categoria moto nel 2016 e 2019.

## Carriera

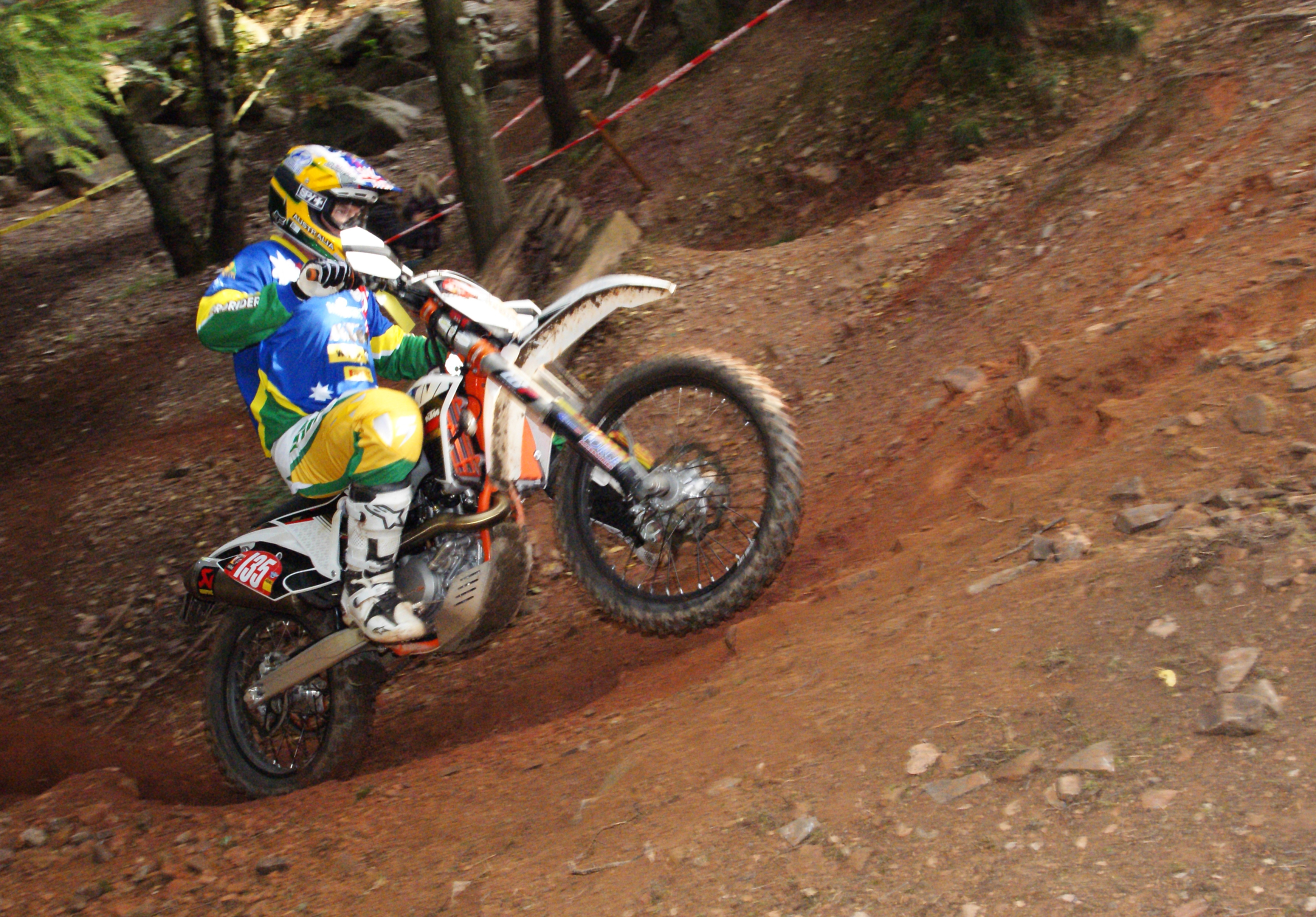
Toby Price nel 2012.

Price ha iniziato la sua carriera professionale nel 2004 all'età di 16 anni. Partecipa al Rally Dakar per il team Red Bull KTM Factory Racing dal 2015 ed è stato il primo australiano a vincerlo nel 2016 riuscendo poi a ripetersi nel 2019. Nel 2017, mentre cercava di confermare il titolo nel Rally Dakar, sulla strada per Tupiza, ha subito una dura caduta che gli ha causato la frattura del femore per la quale è stato operato a La Paz, presso l'ospedale di Arco Iris. Questo infortunio ha causato il suo ritiro dalla competizione nella quale due giorni prima aveva vinto la sua prima e unica prova speciale stagionale. Come vincitore assoluto del Campionato mondiale FIM Cross-Country Rallies, è diventato campione del mondo nel 2018. 
Price ha perso un'ora e 20 minuti al Rally Dakar 2020 cercando di aiutare Paulo Gonçalves dopo un incidente e alla fine è arrivato terzo nella classifica motociclistica. Al Rally Dakar 2023, Price è arrivato secondo dopo Kevin Benavides di 43 secondi e quinto al Rally Dakar 2024. KTM, per la quale Price aveva corso il Rally Dakar dal 2010, non ha prolungato il suo contratto dopo il 2024.

## Risultati

### Rally Dakar
| Anno | Classe | Scuderia                  | Motocicletta          | Pos. | TV |
| ---- | ------ | ------------------------- | --------------------- | ---- | -- |
| 2015 | Moto   | KTM Racing Team           | KTM 450 Rally Replica | 3º   | 1  |
| 2016 | Moto   | Red Bull KTM Factory Team | KTM 450 Rally Replica | 1º   | 5  |
| 2017 | Moto   | Red Bull KTM Factory Team | KTM 450 Rally Replica | Rit  | 1  |
| 2018 | Moto   | Red Bull KTM Factory Team | KTM 450 Rally Replica | 3º   | 2  |
| 2019 | Moto   | Red Bull KTM Factory Team | KTM 450 Rally Replica | 1º   | 1  |
| 2020 | Moto   | Red Bull KTM Factory Team | KTM 450 Rally Replica | 3º   | 2  |
| 2021 | Moto   | Red Bull KTM Factory Team | KTM 450 Rally Replica | Rit  | 2  |
| 2022 | Moto   | Red Bull KTM Factory Team | KTM 450 Rally Replica | 10°  | 1  |
| 2023 | Moto   | Red Bull KTM Factory Team | KTM 450 Rally Replica | 2°   | 1  |
| 2024 | Moto   | Red Bull KTM Factory Team | KTM 450 Rally Replica | 5°   | 0  |
| 2025 | Auto   | Overdrive Racing          | Toyota Hilux          | Rit  | 0  |